# Pseudolimnophila pluto
Pseudolimnophila pluto är en tvåvingeart som beskrevs av Alexander 1939. Pseudolimnophila pluto ingår i släktet Pseudolimnophila och familjen småharkrankar.
Artens utbredningsområde är Ecuador. Inga underarter finns listade i Catalogue of Life.